# پروتئین‌های ساختاری
پروتئین‌های ساختاری یا پروتئین‌های فیبری یا رشته‌ای یا اسکلروپروتئین‌ها (انگلیسی: Scleroprotein) گروه مهمی از پروتئین‌ها هستند. پروتئین‌ها از لحاظ ساختاری و به‌طور کلی به سه گروه اصلی پروتئین‌های غشایی، پروتئین‌های کروی و پروتئین‌های ساختاری یا رشته‌ای تقسیم می‌شوند. مثال‌هایی از پروتئین‌های ساختاری عبارت اند از هیستون، کلاژن، کراتین، کشسان و فیبرین. این پروتئین‌ها، بافت‌های همبند، تاندون‌ها، بافت زمینه استخوان و عضلات را می‌سازند.